# BMW M30

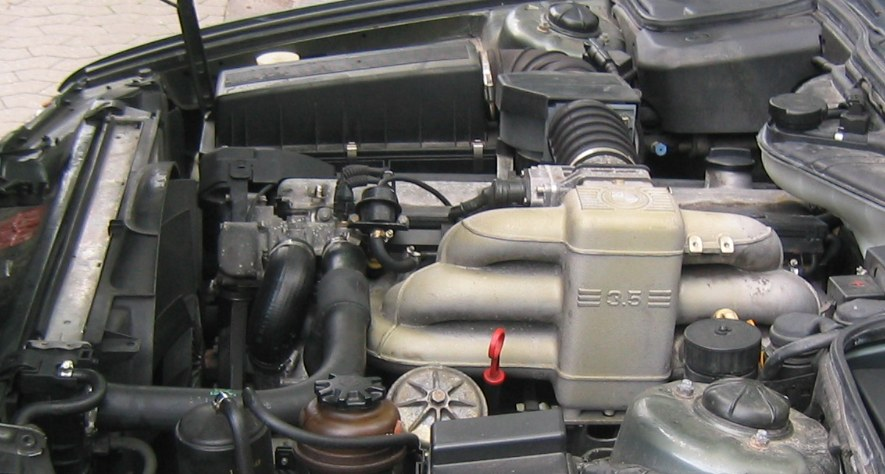
Silnik BMW M30B35

BMW M30 – silnik BMW produkowany w latach 1968-1994. Jest to tak zwana ”Big six”, czyli duża szóstka. Zaprojektowana jako 6-cylindrowe rozwinięcie silnika M10 autorstwa barona Alexandra von Falkenhausena. Cechą charakterystyczną jest odległość między osiami cylindrów równa 100mm. Jest to sześciocylindrowy rzędowy silnik o zapłonie iskrowym. Blok silnika występował w dwóch wersjach tzw. późnej i wczesnej, pochodzących z tej samej niemieckiej odlewni żeliwa.  Różnice w budowie bloku polegają na innym użebrowaniu,  oraz rozkładzie kanałów olejowych wychodzących na podstawkę filtra oleju (obudowa filtra oleju skierowana do góry lub na dół). Warianty pojemnościowe to M30B25,M30B28 M30B30, M30B32, M30B34, M30B35. Silniki M30B34 i M30B35 posiadają tę samą pojemność równą 3430 cm.   Głowica wykonana jest z aluminiowego odlewu chowającego pojedynczy wałek rozrządu wraz z zestawem dwunastu dźwigienek i czterech walków mocujących dźwigienki. Wałek napędzany jest pojedynczym łańcuchem rozrządu, napinanym przez napinacz hydrauliczny. Późniejsze prace nad silnikiem dały początek innym typoszeregom silników BMW  bazując na praktycznie tym samym bloku. Są to wolnossące wysoko wydajne  wersje 24 zaworowe  M88 i S38 montowane w BMW M5 i M6 oraz  wprowadzone w modelu e23 745i   doładowane turbosprężarką  M102(3.2l) i M106(3.4l).

## M30 B30M
| Liczba cylindrów                            | 6                                      |
| Średnica cylindrów                          | 89 mm                                  |
| Skok tłoka                                  | 80 mm                                  |
| Pojemność                                   | 2986 cm3                               |
| Stopień sprężania z katalizatorem           | 9,0:1                                  |
| Stopień sprężania bez katalizatora          | 9,2:1                                  |
| Moc maksymalna z katalizatorem              | 135 kW przy 5800 obr./min              |
| Moc maksymalna bez katalizatora             | 140 kW przy 5800 obr./min              |
| Obroty maksymalne                           | 6000 obr./min (chwilowe 6400 obr./min) |
| Maksymalny moment obrotowy z katalizatorem  | 255 Nm przy 4000 obr./min              |
| Maksymalny moment obrotowy bez katalizatora | 260 Nm przy 4000 obr./min              |

## M30 B35M
| Liczba cylindrów                            | 6                                      |
| Średnica cylindrów                          | 92 mm                                  |
| Skok tłoka                                  | 86 mm                                  |
| Pojemność                                   | 3430 cm3                               |
| Stopień sprężania z katalizatorem           | 9,0:1                                  |
| Stopień sprężania bez katalizatora          | 9,2:1                                  |
| Moc maksymalna z katalizatorem              | 155 kW przy 5700 obr./min              |
| Moc maksymalna bez katalizatora             | 162 kW przy 5700 obr./min              |
| Obroty maksymalne                           | 6000 obr./min (chwilowe 6200 obr./min) |
| Maksymalny moment obrotowy z katalizatorem  | 305 Nm przy 4000 obr./min              |
| Maksymalny moment obrotowy bez katalizatora | 315 Nm przy 4000 obr./min              |